# Polyrhachis solivaga
Polyrhachis solivaga är en myrart som beskrevs av Menozzi 1926. Polyrhachis solivaga ingår i släktet Polyrhachis och familjen myror. Inga underarter finns listade i Catalogue of Life.